# Jean-Charles-Antoine Morel de Dieusie
Jean-Charles Antoine Morel de Dieusie est un homme politique français né le 10 juin 1748 à Mézangers (Mayenne) et décédé le 16 avril 1794 à Paris.
Propriétaire et agronome, il est membre de l'assemblée provinciale de l'Anjou en 1787 et délégué de la commission intermédiaire. Il est député de la noblesse aux États généraux de 1789 pour la sénéchaussée d'Angers et siège à gauche, entretenant une abondante correspondance avec ses électeurs. Il est administrateur du département de Maine-et-Loire en 1791. Arrêté en 1793 comme suspect, il est condamné à mort et exécuté.

## Sources
- « Jean-Charles-Antoine Morel de Dieusie », dans Adolphe Robert et Gaston Cougny, Dictionnaire des parlementaires français, Edgar Bourloton, 1889-1891 [détail de l’édition]